# Answer to Reset
Answer to Reset (ATR) ist die erste Information, die eine Chipkarte in der kontaktbehafteten Kommunikation an einen Chipkartenleser übermittelt, nachdem dieser einen Reset der Karte durchgeführt hat. Vereinfacht gesprochen handelt es sich beim ATR um eine Reihe von Parametern, mit denen die Chipkarte dem Chipkartenleser mitteilt, wie er mit ihr kommunizieren kann.

## Inhalt
Der Inhalt des ATR wird in der Chipkartenspezifikationen ISO 7816-3 spezifiziert und ist von den Fähigkeiten der Chiphardware (UART) und der Protokollimplementierung des Chipkarten-Betriebssystems abhängig. Chipkartenhersteller haben so die Möglichkeit, mit Hilfe der Kommunikationsparameter im ATR das Kommunikationsverhalten der Chipkarte und des Terminals, insbesondere die Kommunikationsgeschwindigkeit zu beeinflussen und zu optimieren. Die Verarbeitungsgeschwindigkeit einer Chipkarte hängt daher in hohem Maße von den Fähigkeiten des eingesetzten Chipkartenlesers ab.
Der ATR einer Chipkarte wird auch oftmals von Host-Software benutzt, um dessen Typ zu erkennen und damit die erforderliche Middleware für den Zugriff auf die Karte auszuwählen. In der Windows-Registry sind die ATRs von Karten zu finden, um damit auf den korrekten Cryptographic Service Provider (CSP) zu referenzieren. Bei Installation eines neuen CSP werden die ATRs der unterstützten Karten in die Registry eingetragen.

## Cold und Warm Reset
Chipkarten können abhängig von der Art des Resets, den das Terminal verwendet, unterschiedliche ATRs ausgeben. Wenn die Karte durch Anlegen der Versorgungsspannung und Freigeben der Reset-Leitung startet, spricht man von einem Power-On-Reset oder auch Cold reset. Im Gegensatz dazu ist ein Warm reset oder Soft-Reset ein Signal auf der Reset-Leitung der Kontaktflächen der Chipkarte im laufenden Betrieb. Die Karte kann abhängig von der Art des Resets oder sogar abhängig von der Anzahl der Warm resets verschiedene ATRs zurückgeben.
Dieses Verhalten ermöglicht es, eine höhere  Kompatibilität zwischen Chipkartenleser und Chipkarte zu erreichen. Wenn ein Chipkartenleser die Parameter des ATRs nach dem Power-On-Reset nicht unterstützt, kann er ein Signal auf der Reset-Leitung schicken und erhält je nach Kartenimplementierung einen geänderten ATR. Wenn der Leser die Parameter des geänderten ATRs unterstützt, kommt die Kommunikation zwischen Karte und Leser zustande. Führt der Chipkartenleser den Warm reset nicht aus oder unterstützt die Parametern der geänderten ATRs nicht, ist keine Kommunikation möglich, und der Kartenleser ist mit dieser Karte nicht einsetzbar.

## Struktur
Der ATR ist eine Reihe von Bytes. Davon sind die ersten zwei Bytes, TS und T0, verpflichtend. Alle weiteren sind optional und werden durch Angaben in den vorhergehenden Bytes (T0 und TDx) angekündigt.
| TS | T0 | TA1 | TB1 | TC1 | TD1 | TA2 | TB2 | TC2 | TD2 | TA3 | TB3 | TC3 | TD3 | TA4 | TB4 | TC4 | TD4 | Historical Characters | TCK |
| -- | -- | --- | --- | --- | --- | --- | --- | --- | --- | --- | --- | --- | --- | --- | --- | --- | --- | --------------------- | --- |

Folgende Datentypen kann man im ATR unterscheiden:
| Datenelement          | Bezeichnung (engl.)       | Bedeutung |
| --------------------- | ------------------------- | --- |
| TS                    | The Initial Character     | Byte, mit dem die Kommunikation gestartet wird. |
| T0                    | The Format Character      | Dieses Byte gibt die Anzahl der Historical Characters und das Vorhandensein der Interface Characters TA1, TB1, TC1 und TD1 im ATR an.                                 |
| TA1, TB1, TC1, TD1... | The Interface Characters  | Diese Bytes geben Kommunikationsparameter an. Die vier höchstwertigen Bits des Bytes TDx zeigen jeweils das Vorhandensein der Bytes TAx+1, TBx+1, TCx+1 und TDx+1 an. |
| T1, T2...             | The Historical Characters | Die Historical Characters sind eine Kette von maximal 15 Bytes, deren Inhalt nicht festgelegt ist.                                                                    |
| TCK                   | The Check Character       | XOR-Prüfsumme über alle ATR Bytes, beginnend ab Byte T0 bis zum letzten Byte vor TCK.                                                                                 |

### Der Initial Character TS
Dieses Byte zeigt die sogenannte convention, d. h. die Konvention der Bit- und Byteübertragung an, die die Karte verwendet.
- Die direkte Konvention (Direct convention) überträgt ein Bit 1 mit einem hohen (high) Pegel und ein Bit 0 mit einem niedrigen (low) Pegel auf der I/O-Leitung. Die Bits des zu übertragenden Bytes werden, vom niedrigstwertigen Bit beginnend, aufsteigend übertragen. Der Initial Character für die direkte Konvention ist auf '3B' festgelegt.
- Die indirekte Konvention (Inverse convention) arbeitet mit umgekehrten Pegel, d. h. ein Bit 1 wird mit niedrigem (low) Pegel und ein Bit 0 mit hohem (high) Pegel übertragen. Im Gegensatz zur direkten Konvention wird das Datenbyte vom höchstwertigen Bit absteigend übertragen. Für die Indirekte Konvention ist der Initial Character '3F'.

Die mit dem Initial Character angegebene Konvention gilt für die gesamte Kommunikation zwischen Chipkarte und Chipkartenleser. Der Initial Character ist für beide Konventionen so gewählt, dass die Pegel des Startbits und der ersten zwei übertragenen Bits des Initial Characters identisch sind. Damit kann der Chipkartenleser den korrekten Beginn des ATRs erkennen und anhand der Flanken des Startbits und des dritten übertragenen Datenbits die von der Karte gewählte Übertragungsgeschwindigkeit berechnen (Zeitabstand der Flanken / 3). Da die Übertragungsgeschwindigkeit für den ATR in der ISO 7816-3 festgelegt ist, verzichten viele Leser auf diese Berechnung.

### Der Format Character T0
Der Format Character enthält zwei Informationen:
1. Angabe über die folgenden Interface Characters TA1, TB1, TC1 und TD1 in den höherwertigen vier Bits.
2. Anzahl der Historical Characters im ATR in den niederwertigen vier Bits. Die Anzahl liegt damit zwischen 0 und 15.

| Bit | Bedeutung                                                                           |
| --- | ----------------------------------------------------------------------------------- |
| b8  | Zeigt die Übertragung des TD1-Bytes an (1 = TD1 vorhanden, 0 = TD1 nicht vorhanden) |
| b7  | Zeigt die Übertragung des TC1-Bytes an (1 = TC1 vorhanden, 0 = TC1 nicht vorhanden) |
| b6  | Zeigt die Übertragung des TB1-Bytes an (1 = TB1 vorhanden, 0 = TB1 nicht vorhanden) |
| b5  | Zeigt die Übertragung des TA1-Bytes an (1 = TA1 vorhanden, 0 = TA1 nicht vorhanden) |
| b4  | Anzahl der Historical Characters (0 bis 15)                                         |
| b3  | Anzahl der Historical Characters (0 bis 15)                                         |
| b2  | Anzahl der Historical Characters (0 bis 15)                                         |
| b1  | Anzahl der Historical Characters (0 bis 15)                                         |

### Die Interface Characters
Die Interface Character enthalten entweder
- globale Parameter für alle Protokolle oder
- protokollspezifische Parameter

#### Globaler Interface Character TA1
Im Interface Character TA1 werden der Teiler und der Übertragungsfaktor angegeben:
| Bit | Bedeutung                       |
| --- | ------------------------------- |
| b8  | Teiler FI                       |
| b7  | Teiler FI                       |
| b6  | Teiler FI                       |
| b5  | Teiler FI                       |
| b4  | Übertragungsanpassungsfaktor DI |
| b3  | Übertragungsanpassungsfaktor DI |
| b2  | Übertragungsanpassungsfaktor DI |
| b1  | Übertragungsanpassungsfaktor DI |

Der Wert FI definiert einen Faktor (F) und zusätzlich die maximal zulässige Taktfrequenz (f max) der Chipkarte. Die nachfolgende Tabelle zeigt die möglichen Werte für FI:
| FI   | Wert F                               | f max [MHz] |
| ---- | ------------------------------------ | ----------- |
| 0000 | 372 (default)                        | 4           |
| 0001 | 372                                  | 5           |
| 0010 | 558                                  | 6           |
| 0011 | 744                                  | 8           |
| 0100 | 1116                                 | 12          |
| 0101 | 1488                                 | 16          |
| 0110 | 1860                                 | 20          |
| 0111 | reserviert für zukünftige Verwendung |             |
| 1000 | reserviert für zukünftige Verwendung |             |
| 1001 | 512                                  | 5           |
| 1010 | 768                                  | 7,5         |
| 1011 | 1024                                 | 10          |
| 1100 | 1536                                 | 15          |
| 1101 | 2048                                 | 20          |
| 1110 | reserviert für zukünftige Verwendung |             |
| 1111 | reserviert für zukünftige Verwendung |             |

Für DI lautet die Codierung folgendermaßen:
| DI   | Wert D                               |
| ---- | ------------------------------------ |
| 0000 | reserviert für zukünftige Verwendung |
| 0001 | 1 (default)                          |
| 0010 | 2                                    |
| 0011 | 4                                    |
| 0100 | 8                                    |
| 0101 | 16                                   |
| 0110 | 32                                   |
| 0111 | 64                                   |
| 1000 | 12                                   |
| 1001 | 20                                   |
| 1010 | reserviert für zukünftige Verwendung |
| 1011 | reserviert für zukünftige Verwendung |
| 1100 | reserviert für zukünftige Verwendung |
| 1101 | reserviert für zukünftige Verwendung |
| 1110 | reserviert für zukünftige Verwendung |
| 1111 | reserviert für zukünftige Verwendung |

Mit dem Teiler F und dem Übertragungsanpassungsfaktor D kann die Zeitdauer eines Bits ETU (Elementary Time Unit) berechnet werden, wobei f die Frequenz des an die Chipkarte angelegten Taktes ist:
{\displaystyle etu={\frac {1}{D}}\cdot {\frac {F}{f}}}

#### Globaler Interface Character TB1
Interface Character TB1 gibt den maximalen Stromverbrauch und die benötigte Spannung zum Programmieren des EEPROMs an, die vom Chipkartenleser über die Kontaktfläche Vpp zur Verfügung gestellt werden muss. Da moderne Chipkarten die Programmierspannung über eingebaute Ladungspumpen aus der normalen Stromversorgung erzeugen, wird das TB1 meist nicht mehr im ATR angegeben.
Die folgende Tabelle zeigt die Codierung des TB1:
| Bit | Bedeutung                         |
| --- | --------------------------------- |
| b8  | Immer 0                           |
| b7  | Maximal benötigter Strom II       |
| b6  | Maximal benötigter Strom II       |
| b5  | Benötigte Programmierspannung PI1 |
| b4  | Benötigte Programmierspannung PI1 |
| b3  | Benötigte Programmierspannung PI1 |
| b2  | Benötigte Programmierspannung PI1 |
| b1  | Benötigte Programmierspannung PI1 |

Folgende Werte sind für PI1 definiert:
| PI1       | Bedeutung                                                                                              |
| --------- | --- |
| 0         | Die Kontaktfläche Vpp ist nicht an den Chip angeschlossen. Es wird keine Programmierspannung benötigt. |
| 1 bis 4   | reserviert für zukünftige Verwendung                                                                   |
| 5 bis 25  | Programmierspannung in Volt (5 Volt ist Standard)                                                      |
| 26 bis 31 | reserviert für zukünftige Verwendung                                                                   |

Der maximal benötigte Strom ergibt sich aus II mittels folgender Tabelle:
| II | benötigter Strom in mA               |
| -- | ------------------------------------ |
| 00 | 25 mA                                |
| 01 | 50 mA (default)                      |
| 10 | reserviert für zukünftige Verwendung |
| 11 | reserviert für zukünftige Verwendung |

#### Globaler Interface Character TC1
Dieser Parameter gibt die „zusätzliche Schutzzeit“ (extra guardtime) als ganzzahligen Wert N an. Dieser Werte definiert die Anzahl der ETUs zwischen den Flanken zweier aufeinanderfolgender Byteübertragungen mit folgender Formel:
{\displaystyle guardtime=12+{\frac {F}{D}}\cdot {\frac {N}{f}}}
Einzige Ausnahme ist der Wert 255, der die minimale Schutzzeit angibt, das ist
- 12 ETU für das Übertragungsprotokoll T=0 und
- 11 ETU für das Übertragungsprotokoll T=1.

#### Interface Character TDx
TD1, TD2, TD3 und TD4 enthalten jeweils zwei Informationen:
1. Angabe über die folgenden Interface Characters TAx+1, TBx+1, TCx+1 und TDx+1 in einem Bit-Feld im höherwertigen Nibble (d. h. in den höheren vier Bits).
2. Das von der Chipkarte verwendete Übertragungsprotokoll.

Die genaue Struktur wird in der folgenden Tabelle dargestellt:
| Bit | Bedeutung                                                                                 |
| --- | ----------------------------------------------------------------------------------------- |
| b8  | Zeigt die Übertragung des TDx+1-Bytes an (1 = TDx+1 vorhanden, 0 = TDx+1 nicht vorhanden) |
| b7  | Zeigt die Übertragung des TCx+1-Bytes an (1 = TCx+1 vorhanden, 0 = TCx+1 nicht vorhanden) |
| b6  | Zeigt die Übertragung des TBx+1-Bytes an (1 = TBx+1 vorhanden, 0 = TBx+1 nicht vorhanden) |
| b5  | Zeigt die Übertragung des TAx+1-Bytes an (1 = TAx+1 vorhanden, 0 = TAx+1 nicht vorhanden) |
| b4  | Protokolltyp T                                                                            |
| b3  | Protokolltyp T                                                                            |
| b2  | Protokolltyp T                                                                            |
| b1  | Protokolltyp T                                                                            |

Für den Protokolltyp sind folgende Werte spezifiziert:
| Protokoll T  | Bedeutung |
| ------------ | --- |
| T=0          | Byteorientiertes, asynchrones Halb-duplex-Übertragungsprotokoll, definiert in der Norm ISO 7816-3 Kapitel 8                                       |
| T=1          | Blockorientiertes, asynchrones Halb-duplex-Übertragungsprotokoll, definiert in der Norm ISO 7816-3 Kapitel 9                                      |
| T=2 und T=3  | Reserviert für zukünftige Voll-duplex-Übertragungsprotokolle                                                                                      |
| T=4          | Reserviert für ein erweitertes asynchrones Halb-duplex-Übertragungsprotokoll                                                                      |
| T=5 bis T=13 | Reserviert für zukünftige Verwendung |
| T=14         | Reserviert für nationale Übertragungsprotokolle. In Deutschland benutzt für ein blockorientiertes, asynchrones Halb-duplex-Übertragungsprotokoll. |
| T=15         | Globale Schnittstellen Parameter ohne Bezug auf ein spezielles Übertragungsprotokoll                                                              |

#### Globaler Interface Character TB2
Interface Character TB2 enthält den 8-Bit-Wert PI2. Er kann als Alternative zu PI1 im Interface Character TB1 verwendet werden, um die Programmierspannung sehr genau anzugeben. PI2 gibt den Wert der benötigten Programmierspannung in Zehnteln Volt an.
Da moderne Chipkarten die Programmierspannung über eingebaute Ladungspumpen aus der normalen Stromversorgung erzeugen, wird das TB1 meist nicht mehr im ATR angegeben.

#### Protokollspezifischer Interface Character TC2
TC2 ist ein Datenelement für das Protokoll T=0 und gibt die sogenannte work waiting time an. Dieser Wert gibt die maximale Zeit zwischen der Startflanke eines jeden von der Karte gesendeten Bytes und der Startflanke des jeweils zuvor gesendeten Bytes an. Der Default-Wert der work waiting time ist 10.

### Die Historical Characters
Der Inhalt der Historical Characters ist in ISO 7816-4 festgelegt und in Compressed TLV (Tag 4Xh und Länge 0–15 in einem Byte, dahinter der Wert) kodiert. Sie werden für verschiedene Informationen verwendet, zum Beispiel die Version des Betriebssystems sowie die Fähigkeiten der Karte.
Oft ist statt Compressed-TLV-kodierten Datenobjekten auch eine (nicht ISO 7816-4-konforme), reine ASCII-Zeichenkette zu finden.

### Der Check Character TCK
Der Check Character ist eine XOR-Prüfsumme von Byte T0 bis zum Byte vor dem Check Character. Zusätzlich zu den Prüfungen des Übertragungsprotokolls kann damit die Korrektheit des ATR geprüft werden.
Der Check Character darf nicht mit dem ATR gesendet werden, wenn im ATR nur das Protokoll T=0 unterstützt wird. Wenn das Protokoll T=1 verwendet wird, muss der Check Character mit dem ATR übertragen werden.